# Via Laurentina
La via Laurentina è la strada provinciale SP95/b della Città metropolitana di Roma. Congiunge Roma a Tor San Lorenzo, frazione litoranea di Ardea.

## Itinerario
Ha inizio dentro Roma, nel quartiere Ostiense, staccandosi dalla consolare via Ostiense poco prima dell'incrocio con via di Valco San Paolo. Questo luogo era noto già dal secolo XVI come il Ponticello di San Paolo, manufatto ora coperto dall'attuale manto stradale che consentiva alla via Ostiense il passaggio sulla marrana di Grotta Perfetta che di lì a poca distanza si gettava nel Tevere.
Sottopassate la linea Roma-Ostia Lido e la metropolitana linea B attraverso un piccolo ponte un tempo a doppio senso, la via Laurentina si sviluppa verso sud con una carreggiata stretta in salita fino all'incrocio con via Cristoforo Colombo oltre il quale diventa una strada urbana di scorrimento a doppia carreggiata. Superata l'area urbana della Montagnola, ed oltrepassato l'innesto con l'autostrada Roma-Fiumicino, la via Laurentina passa accanto all'abbazia delle Tre Fontane. Proseguendo, la strada fa prima da confine tra i quartieri Europa (a ovest) e Ardeatino e Giuliano-Dalmata e successivamente divide le zone Vallerano e Castel di Decima dalla zona Castel di Leva.
Uscita da Roma oltrepassando il GRA all'altezza dell'uscita 25 e costeggiata la Borgata Trigoria, raggiunge il viale del Cimitero Laurentino al km 14, attraversa il territorio delle Cinque Colline Laurentina, collegando i quartieri Schizzanello, Colle dei Pini, Monte Migliore e Selvotta, diventando una normale strada provinciale.
All'altezza dell'incrocio con la strada provinciale SP101/a Albano - Torvaianica, attraversa Santa Procula, frazione di Pomezia, incrocia poi la strada statale SS148 (la via Pontina conduce a Latina), infine arriva ad Ardea.
Dopo Ardea si conclude nella località balneare di Tor San Lorenzo dove si innesta nella ex strada statale 601 Ostia-Anzio (via Litoranea).

## Storia

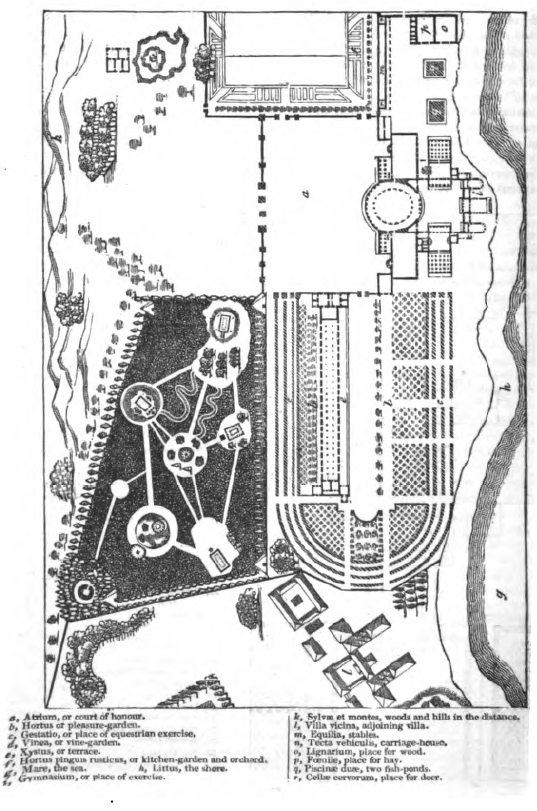
Pianta della Villa ritenuta di Plinio il Giovane presso Laurentum

L'attuale via Laurentina in realtà corrisponde alla strada conosciuta nel passato nel primo tratto come via delle Tre Fontane, mediante la quale procedendo oltre la abbazia delle Tre Fontane e passando per la località di Monte Migliore, dove aveva assunto anche il nome di via di Schizzanello, si giungeva fino ad Ardea, come descritto già nel Catasto Alessandrino della metà del secolo XVII, e che con la diramazione della attuale via di Trigoria, nota in passato anche come via di Pratica, giungeva nei pressi di Laurentum.
La descrizione data da Plinio delle vie che conducevano alla sua villa Laurentina non appare conciliarsi con l'ipotesi di una via che si dipartiva dal chilometro 6,5 dell'Ostiense (nell'attuale Tor di Valle) seguendo il fondovalle del fosso dell'Acqua Acetosa Ostiense-Vallerano arrivando a Laurentum presso le tenute di Castel Porziano e Capocotta.
Al miglio VI (attuale km 11,500 della Pontina) è stato rinvenuto un tempio al dio Terminus e una necropoli.
Occorre sottolineare tuttavia che nella Tavola Peutingeriana l'unico asse viario che pone in collegamento Roma con Laurento è una via priva di denominazione della lunghezza di XII miglia (km 17,7 ca.) che si diparte dalle Mura aureliane tra la via Appia e la via Ostiense senza alcuna relazione con quest'ultima. Ciò sembrerebbe collimare con le ipotesi poste da Platner e Ashby, anche sulla base dell'unica iscrizione rimasta della Porta Ardeatina "...Diadumenus manceps viarum Laurentinae et Ardeatinae...", sul percorso della Laurentina vetus e la Laurentina nova, diramantesi la prima dalla Porta Ardeatina, che risultava in disuso già in epoca altomedievale, con il cui tracciato della via omonima inizialmente manteneva un tratto in comune, oppure identificando questa via con quella che usciva dalla Porta Naevia.
Considerando che la Tavola nel suo impianto originario risale al I secolo a.C., la riproduzione della via senza nome potrebbe far pensare o ad un asse viario composto da più tratti, o ad un tracciato viario ormai in disuso, soppiantato in parte nei primi secoli dell'era cristiana dal tracciato attuale, definito da Ashby come un diverticolo che collegava l'Ostiense con la Laurentina antica (forse nei pressi della località Tor Pagnotta), usato inizialmente nel suo primo tratto come itinerario religioso per recarsi dalla basilica al luogo del martirio dell'apostolo Paolo in località Acque Salvie.
Di tutt'altro indirizzo le argomentazioni di Stefano Piale che affermava come la via Laurentina antica iniziasse dalla Porta Raudusculana per percorrere il tratto dalla porta Ostiense al Ponticello di San Paolo, tratto che assunse il nome di via Ostiense dopo la costruzione delle Mura aureliane, continuando poi per la attuale via Laurentina. Analoghe considerazioni venivano formulate mezzo secolo dopo da Pietro Rosa dando però il nome al percorso da lui dettagliatamente descritto di Via Lavinate. 
Rodolfo Lanciani ad inizio XX secolo nel suo studio sulle antichità del territorio laurentino, avvalorando le ricerche fatte da Pietro Rosa, nel sostenere che la strada dovesse procedere in modo pressoché rettilineo e radiale rispetto alle Mura serviane, non sembra dare convincenti spiegazioni sui motivi per cui la via Laurentina, invece che dalla porta Raudusculana dovesse uscire insieme alla Ardeatina dalla Porta Naevia, costringendola a percorrere un'ansa verso est per farla ricongiungere alla attuale Laurentina al VI miglio nei pressi dei ritrovamenti archeologici identificati come il sito dei rituali dei Terminalia, ed allungarne il percorso rispetto alla lunghezza data da Plinio.
Il nome della via Laurentina sembra scomparire dopo il V secolo per ricomparire solo nel XVI secolo nella cartografia dell'Agro romano attribuendolo a diramazioni dalla via per Ostia. Appare inoltre discutibile attribuire la medievale località di Ponte o Castel di Decimo in passato, o Decima in età moderna, sorto come sembra nei pressi di un antico sito pre-romano (Politorium  o, meno probabilmente, Tellenae), al percorso della via Laurentina; il miliario a cui farebbe riferimento il nome della località dovrebbe verosimilmente appartenere alla distanza tra questa e la Porta San Paolo transitando per la via Ostiense, abbandonando questa all'altezza di via di Decima per percorrerla pressoché per intero fin quasi al limitare dell'ager laurentinus, e incorporando parte della numerazione dell'Ostiense, ipotesi che appare non coerente con il ricordo datoci da Plinio il Giovane che pare distinguere i due assi viari, dovendosi trattare invece in questo caso di un ulteriore diverticolo dell'Ostiense che farebbe intendere che la strada di antico collegamento con Laurentum, con cui Roma ebbe sicuramente sin dal principio relazioni privilegiate, attraversasse territori a lei ostili e non ancora sotto il suo controllo.

## Via Laurentina-Severiana
Una via omonima, riutilizzata forse poi nel percorso della via Severiana, doveva collegare Ostia antica mediante la porta Laurentina, posta al termine del tratto meridionale del cardine massimo, con la medesima località di Laurentum distante circa 8 miglia (Km 14,4 ca.).